# Palabras por minuto
Palabras por minuto, comúnmente abreviado ppm, es la medida de velocidad de entrada o salida.

## Pulsaciones
Palabras por minuto es la medida de Pulsaciones (velocidad), comúnmente usada en contratación.
Palabras por minuto es también una medida de telegrafía u operación de radio aficionado, y de velocidad Código Morse. Dado que los códigos para diferentes letras difieren en longitud, se necesita especificar una palabra de referencia. Una palabra de referencia comúnmente usada es "París".
Para los propósitos de medida de ppm una palabra se estandariza con 5 caracteres, así "Cinco" es una palabra, mientras que "veintitrés" cuenta por dos.
Los beneficios de la estandarización de medida de velocidad es que permite la comparación entre límites de lenguaje y equipos. La velocidad de un hablante sudafricano, en Ciudad del Cabo puede ser comparada con la de alguien que hable francés en Bruselas.
Alguien con una pequeña experiencia en teclados puede alcanzar 20 ppm, un digitador promedio alcanza alrededor de 30 a 45 ppm (usualmente lo mínimo requerido para posiciones laborales), mientras que los digitadores avanzados pueden llegar hasta 100 ppm. Al 2005, Barbara Blackburn es la digitadora más rápida del mundo según el Libro Guinness de los Récords. Usando un teclado Dvorak, logró mantener una velocidad de 150 ppm durante 50 minutos, 170 ppm por períodos de tiempo más cortos, y registró una velocidad máxima de 212 ppm. Blackburn, que reprobó su clase de digitación en el bachillerato, descubrió el teclado Dvorak en 1938, y rápidamente aprendió a alcanzar velocidades altas. Ocasionalmente viajó dando demostraciones de velocidad de digitación durante su carrera secretarial.
En 2024 un youtuber llamado mythicalrocket consiguió escribir 305 ppm con un teclado mecánico 
en un periódico de tiempo de 15 segundos, batiendo así el record mundial.

## Lectura
PPM es una medida común para evaluar la velocidad de lectura.
Una palabra en este contexto es lo mismo que en el contexto de diálogo.

### México
En México la Secretaría de Educación Pública (SEP) definió un estándar nacional de los rangos ideales de "palabras por minuto" que puede leer un estudiante de educación básica. Aunque la recomendación es que el estudiante no solo lea rápido, sino que considera que la competencia lectora tiene tres dimensiones de desempeño que son observables y medibles: velocidad, fluidez y comprensión lectora. 
| NIVEL      | GRADO | PALABRAS LEÍDAS POR MINUTO |
| ---------- | ----- | -------------------------- |
| Primaria   | 1º    | 35 a 59                    |
|            | 2º    | 60 a 84                    |
|            | 3º    | 85 a 99                    |
|            | 4º    | 100 a 114                  |
|            | 5º    | 115 a 124                  |
|            | 6º    | 125 a 134                  |
| Secundaria | 1º    | 135 a 144                  |
|            | 2º    | 145 a 154                  |
|            | 3º    | 155 a 160                  |

#### Niveles de Logro para la Velocidad lectora
El Manual de procedimientos para el fomento y la valoración de la competencia lectora en el aula, de la SEP establece los Niveles de Competencia Lectora que sirven como referentes de logro para la Educación básica.
| NIVELES DE LOGRO PARA LA VELOCIDAD LECTORA PALABRAS LEÍDAS POR MINUTO EN PRIMARIA |               |                        |                               |                  |                  |
| NIVEL                                                                             | GRADO ESCOLAR | NIVEL 0 REQUIERE APOYO | NIVEL 1 SE ACERCA AL ESTÁNDAR | NIVEL 2 ESTÁNDAR | NIVEL 3 AVANZADO |
| PRIMARIA                                                                          | 1°            | Menos de 15            | 15 a 34                       | 35 a 59          | Más de 59        |
| PRIMARIA                                                                          | 2°            | Menos de 35            | 35 a 59                       | 60 a 84          | Más de 84        |
| PRIMARIA                                                                          | 3°            | Menos de 60            | 60 a 84                       | 85 a 99          | Más de 99        |
| PRIMARIA                                                                          | 4°            | Menos de 85            | 85 a 99                       | 100 a 114        | Más de 114       |
| PRIMARIA                                                                          | 5°            | Menos de 100           | 100 a 114                     | 115 a 124        | Más de 124       |
| PRIMARIA                                                                          | 6°            | Menos de 115           | 115 a 124                     | 125 a 134        | Más de 134       |
| SECUNDARIA                                                                        | 1°            | Menos de 125           | 125 a 134                     | 135 a 144        | Más de 144       |
| SECUNDARIA                                                                        | 2°            | Menos de 135           | 135 a 144                     | 145 a 154        | Más de 154       |
| SECUNDARIA                                                                        | 3°            | Menos de 145           | 145 a 154                     | 155 a 160        | Más de 160       |

Se presenta un referente de comparación a nivel nacional en donde se hacen evidentes los niveles de logro a detalle y se explican las características de cada uno, haciendo visible la extensión y dificultad de la lectura. 
Nivel 0 Requiere apoyo: En este nivel el alumno es capaz de leer sólo palabra por palabra, en pocas ocasiones puede leer dos o tres palabras seguidas.Presenta problemas severos en cuanto al ritmo, la continuidad y la entonación que requiere el texto, lo cual implica un proceso de lectura en el que se pierde la estructura sintáctica del texto.
Nivel 1 Se acerca al estándar: En este nivel el alumno es capaz de realizar una lectura por lo general de dos palabras agrupadas, en pocas ocasiones de tres o cuatro palabras como máximo. Eventualmente se puede presentar la lectura palabra por palabra. Presenta dificultad con el ritmo y la continuidad indispensables para realizar la lectura, debido a que el agrupamiento de las palabras se escucha torpe y sin relación con contextos más amplios como oraciones o párrafos.
Nivel 2 Estándar: En este nivel el alumno es capaz de leer frases pequeñas. Presenta ciertas dificultades en cuanto al ritmo y la continuidad debido a errores en las pautas de puntuación indicadas en el texto
(no considera los signos de puntuación o los adiciona), los cuales, en la mayoría de los casos, no afectan el sentido del mismo porque se conserva la sintaxis del autor. Además, la mayor parte de la lectura la realiza con
una entonación apropiada presentando alguna omisión respecto a las modulaciones requeridas por el texto.
Nivel 3 Avanzado. En este nivel el alumno es capaz de leer principalmente párrafos u oraciones largas con significado. Aunque se pueden presentar algunos pequeños errores en cuanto al ritmo y la continuidad por no seguir las pautas de puntuación indicadas en el texto, estos errores no demeritan la estructura global del mismo, ya que se conserva la sintaxis del autor. En general, la lectura se realiza con una adecuada entonación aplicando las diversas modulaciones que se exigen al interior del texto.

### Herramientas
Existen distintas herramientas para la medición automática de la velocidad de lectura (palabras por minuto), a continuación se describen algunas de ellas:
- Lectura rápida
  - Play Store
- Palabras por minuto
  - Play Store
  - App Store
- ReaderPro
  - Play Store
- Words Per Minute - Reading Speed Calculator
  - Play Store

## Hablado
Los libros en cinta hablan a 150-175 ppm, las presentaciones tienden a tener 100 ppm. Las conversaciones tienen alrededor de 200 ppm, y a pesar de que el investigador Ronald Carver ha demostrado que un adulto puede escuchar con completa comprensión hasta 300 ppm, ni siquiera los subastadores pueden hablar más rápido que 250 ppm.